# Petr Kolmann
Petr Kolmann (* 20. září 1988 Liberec) je český hokejový obránce. Většinu kariéry působí v rodném Liberci. Od roku 2008 hrál za prvoligové HC Benátky nad Jizerou a příležitostně nastupoval i v extralize za Bílé Tygry. V sezóně 2015/2016 hostoval v Motoru České Budějovice, poté se vrátil do služeb Liberce a jeho farmy v Benátkách. Od roku 2022 nastupuje vedle liberecké extraligy také jako kapitán v SC Marimex Kolín.